# 斯德望二世
德範二世（拉丁語：Stephanus PP. II；—757年4月27日）原名不詳，752年3月26日至757年4月26日在位為教宗。
他在754年因无力使伦巴德人撤离罗马，亲赴法兰克王国求援,双方达成协议。法兰克王矮子丕平于754年和756年先后两次出兵意大利，迫使伦巴德王爱斯图尔夫投降。756年接受丕平献土，取得拉文纳总督区和潘塔波利斯（“五城区”），为教宗国奠定基础。

## 譯名列表
- 见教宗斯德望一世